# Ежезерский Погост
Ежезерский Погост — деревня в Вытегорском районе Вологодской области.
Входит в состав Анхимовского сельского поселения, с точки зрения административно-территориального деления — в Анхимовский сельсовет.
Расположена на берегу Ежозера. Расстояние по автодороге до районного центра Вытегры — 45 км, до центра муниципального образования посёлка Белоусово — 35 км. Ближайшие населённые пункты — Бараново, Замошье, Стансельга.
По переписи 2002 года население — 12 человек.
В деревне расположена единоверческая церковь — памятник архитектуры.